# 魏安釐王
魏安釐王（？—前243年），或作魏安禧王、魏安僖王，姬姓，魏氏，名圉，魏昭王之子。
司馬遷的祖父名叫司馬僖，所以他在《史記》中把所有的帶「僖」的諡號全部避諱，改為「釐」，可見《史記集解》。

## 生平
前277年，其父魏昭王魏遫逝世，繼任魏王。
前276年，秦國武安君白起攻取二個城市；封其弟魏無忌為信陵（今河南寧陵）君。
前275年，秦相國兼穰侯魏冉率軍進攻，韓軍赴援敗戰折損四萬人，韓將暴鳶投奔國都大梁；割讓八個城市求和，穰侯不理，再度進攻，擊敗魏將芒卯，佔領北宅，包圍國都大梁，安釐王割讓溫城求和。
前274年，安釐王警覺到局勢緊張，與齊國再訂南北合縱同盟，秦國反應強烈，穰侯再攻，奪取四個城市，斬殺四萬人。
前273年，安釐王與趙惠文王聯合攻擊韓國，包圍華陽；穰侯在韓使陳筮遊說下，會同武安君白起、客卿胡陽率軍急行八天，赴華陽擊敗芒卯軍，三員大將遭俘，被殺十三萬人；大臣段干子請割南陽予秦求和，蘇代進言諫阻，遂決議不納蘇代之諫以割讓南陽求和，而集中力量保衛修武。同年白起進攻魏國，孟嘗君田文舉薦芒卯為主帥，白起在華陽大敗魏軍，芒卯戰敗而逃，田文失勢後，他的許多門客投奔信陵君門下。
長平之戰後，前257年，秦國的軍隊包圍了趙國的都城邯鄲，趙國形勢危急。趙國平原君的妻子是信陵君的姐姐，平原君請求魏國救援，魏安釐王懼怕秦國，不敢進軍。信陵君與魏安釐王的寵妃如姬勾結，從魏安釐王的臥室內竊出兵符，要劫奪晉鄙的部隊。晉鄙見了兵符，表示懷疑，信陵君的部下朱亥用鐵椎刺殺晉鄙，強行奪權，信陵君以精兵八萬開赴前線，一舉擊潰秦國，解除了邯鄲之圍，信陵君在黃河以南大敗秦軍，威震六國。但信陵君因為奪取兵權之故，怕受到魏安釐王迫害，所以一直留在趙國，十年不敢回去。
前247年，秦將蒙驁侵略魏國時，魏安釐王在國難中與信陵君和解，拜之為上將軍，信陵君有國際威望，立即召集了五國聯軍抗秦，大敗蒙驁，拯救了魏國。但戰後魏安釐王對信陵君開始猜疑，更兼秦人使用反間計，使魏安釐王懷疑信陵君，並奪取了其上將軍之位，信陵君只好終日藉酒澆愁，前243年，安釐王與信陵君同年病死。
《韩非子·有度第六》稱「魏安釐王攻燕救赵，取地河东；攻尽陶、卫之地；加兵于齐，私平陆之都；攻韩拔管，胜于淇下；睢阳之事，荆军老而走；蔡、召陵之事，荆军破；兵四布于天下，威行于冠带之国；安釐王死而魏以亡。」儼然中兴之主。

## 家庭
- 寵妃如姬，為信陵君竊兵符，援救趙國。
- 妹妹：公主，名不詳，趙國平原君夫人，信陵君的姐姐。
- 弟：信陵君無忌，异母弟

- 子：魏愍王

## 龙阳之好
据《战国策·魏策》记载，魏安釐王宠幸本国美男子龙阳君，并因龙阳君惧怕失寵而下令禁止進獻美人，後人以其名號作為詩文中指稱男色的典故。

## 影视形象

### 電視劇
| 年份 | 劇名               | 演員   |
| ---- | ------------------ | ------ |
| 2012 | 《虎符傳奇》       | 高蘭村 |
| 2017 | 《大秦帝国之崛起》 | 刘中原 |
| 2020 | 《大秦帝國之天下》 | 马捷   |